# Cratere Sōtatsu
Sōtatsu  è un cratere sulla superficie di Mercurio.